# Jessie MacLaren MacGregor
Jessie MacLaren MacGregor (Edimburgo, 7 maggio 1863 – Denver, 22 marzo 1906) è stata un medico e un'ostetrica scozzese; è stata una delle prime donne a ricevere un MD dall'Università di Edimburgo nel 1899. Insieme a Elsie Inglis fu determinante nella creazione della Muir Hall of Residence for Women Students in Edimburgo e l'Hospice, una casa di cura e un ospedale per la maternità per le donne povere.

## Biografia

### Primi anni di vita ed educazione
Jessie MacLaren MacGregor nacque il 7 maggio 1863. Era una studentessa di Sophia Jex-Blake presso la Edinburgh School of Medicine for Women, e fu una delle prime donne a conseguire una laurea in medicina presso l'Università di Edimburgo, dopo che le barriere per le donne che intendevano qualificarsi come medici furono rimosse dall'Università. Dopo essersi qualificata inizialmente con la Tripla Qualifica (LRCPE, LRCSE, LRFPSG), conseguì la laurea MBChB (Bachelor of Medicine) nel 1896, conseguendo il massimo dei voti e la lode in ogni materia del curriculum, superando tutti gli esami professionali nel più breve tempo possibile , e ricevendo la Borsa di Studio Arthur. Tre anni dopo, ha preso il suo MD (Dottore in Medicina), vincendo una medaglia d'oro per la sua tesi sull'anatomia comparata del nervo uditivo.

### Carriera
Nel 1894 aprì uno studio medico a Edimburgo con Elsie Inglis al n. 8 di Walker Street. Dopo aver conseguito la laurea in medicina nel 1899, fu nominata medico junior presso l'Edinburgh Hospital for Women and Children, e fu anche Cancelliere e Assistente dei Medici Straordinari presso il Royal Hospital for Sick Children (Regio Ospedale dei Bambini Malati), Edimburgo. Nel 1901 insieme a Elsie Inglis fu impegnata nella creazione di The Hospice on the Royal Mile a Edimburgo, un ospedale per la maternità specifico per la cura delle donne della classe operaia. Fu anche eletta membro della Edinburgh Obstetrical Society nel 1901, e fu un membro attivo, presentando campioni e leggendo documenti alle riunioni.
Nel 1905, per motivi familiari, lasciò il suo studio a Edimburgo ed emigrò a Denver, Colorado, negli Stati Uniti.

### Morte ed eredità
Morì di meningite cerebrale acuta il 22 marzo 1906, a Denver, ed è sepolta nel cimitero di Fairmount di quella città. Nel 1908, il Dr Jessie MacGregor Prize in Medical Science fu istituito in suo memoria, con un valore di £ 75.